# Albert Fuchs (tonsättare)
För andra betydelser, se Albert Fuchs.
Albert Fuchs, född den 6 augusti 1858 i Basel, död den 15 februari 1910 i Dresden, var en schweizisk tonsättare, verksam i Tyskland.
Fuchs, som fick sin utbildning i Leipzig, förestod 1889–1898 ett konservatorium i Wiesbaden och blev 1898 lärare vid konservatoriet i Dresden. 
Han komponerade pianoverk, violinsonater, duetter, körverk med mera.